# ワシントン・ストリート (マンハッタン)
座標: 北緯40度43分22秒 西経74度00分37秒 / 北緯40.72278度 西経74.01028度

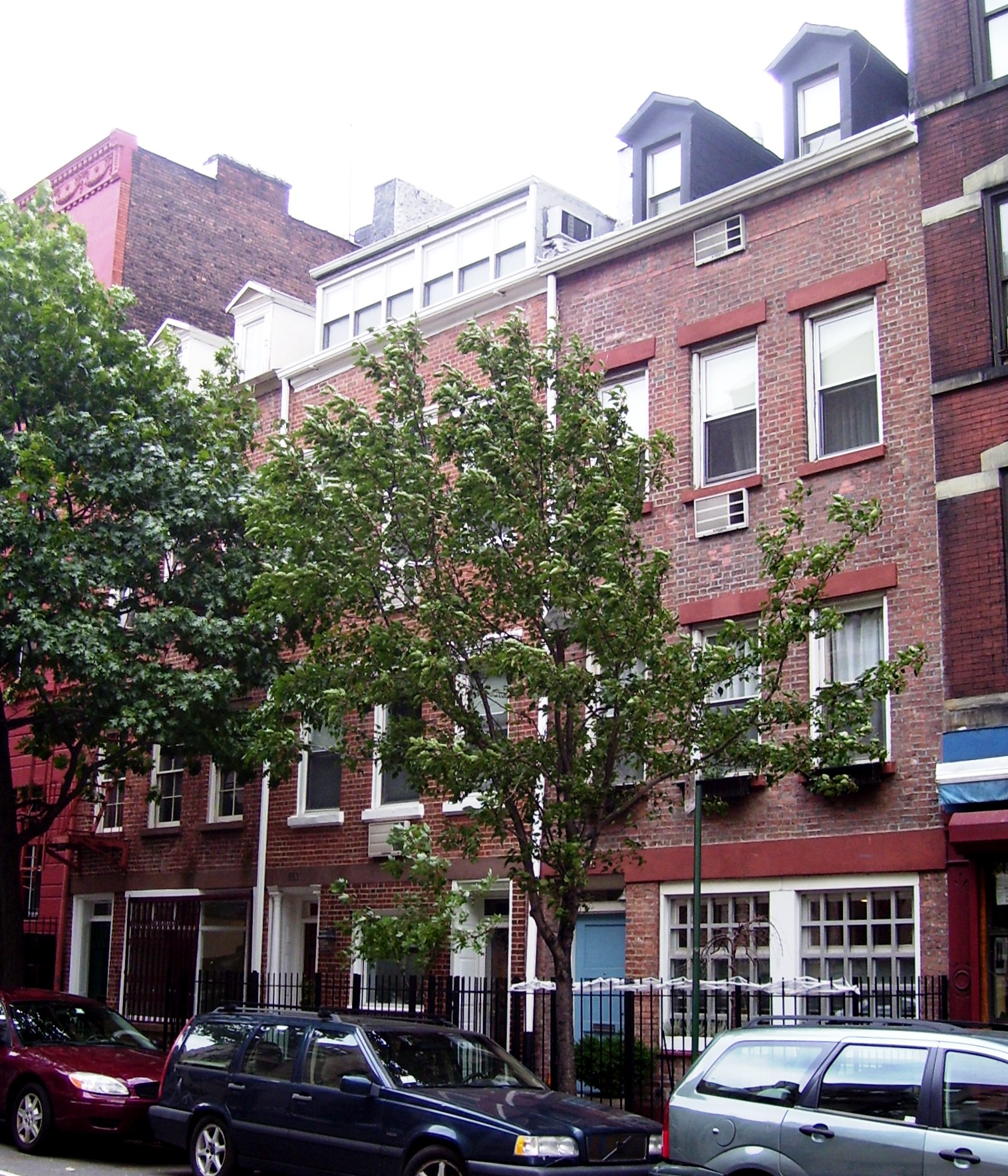
連邦様式のタウンハウス。グリニッジ・ヴィレッジ歴史地区のワシントン・ストリート 651–655に建つ。

ワシントン・ストリート (Washington Street) は、ニューヨーク市マンハッタン区を南北に走る通りである。

## 概要
ワシントン・ストリート、北はミートパッキング・ディストリクト内の14丁目から南はトライベッカ内のHubert Streetまで、さらにフィナンシャル・ディストリクト内ではところどころ建物に分断されて走っている。この通りのほとんどの区間は、ロウアー・マンハッタンで最も西の通りであるウエスト・ストリートのすぐ東隣を走っている。例外として、ウエスト・ヴィレッジ内の一ブロックだけ、これらの通りの間にウィーホーケン・ストリートが走っている。
この通りと交差する主要な東西方向の通りは、北から順にクリストファー・ストリート、ハウストン・ストリートおよびキャナル・ストリートがある。また、この通りが通過する地区は、来たから順に、ミートパッキング・ディストリクト、ウエスト・ヴィレッジ、ハドソン・スクエア、トライベッカおよびフィナンシャル・ディストリクトである。キャナル・ストリートより北の区間は南行きの一方通行で、それより南の区間では北行きの一方通行となっている。

## 歴史
ワシントン・ストリートの名前は初代アメリカ合衆国大統領ジョージ・ワシントンから付けられている。この通りの土地はトリニティ教会が所有していたが、1808年にニューヨーク市に譲渡された。
1940年代までは、ワシントン・ストリートの特にバッテリー・プレイス (Battery Place) からレクター・ストリート (Rector Street) の区間はリトル・シリアと呼ばれる地区で、主に現在のレバノンおよびシリアからのアラブ人キリスト教徒の移民が住んでいた。この地区はThe New York Timesによって"ニューヨークのアラブ世界の中心" (heart of New York's Arab world) と呼ばれた。しかし、1950年に開業したブルックリン＝バッテリー・トンネルを建設するために、この地区の立ち退きが行われ、建物は破壊された。

## 見所
- 7 ワールドトレードセンター
- ハイライン

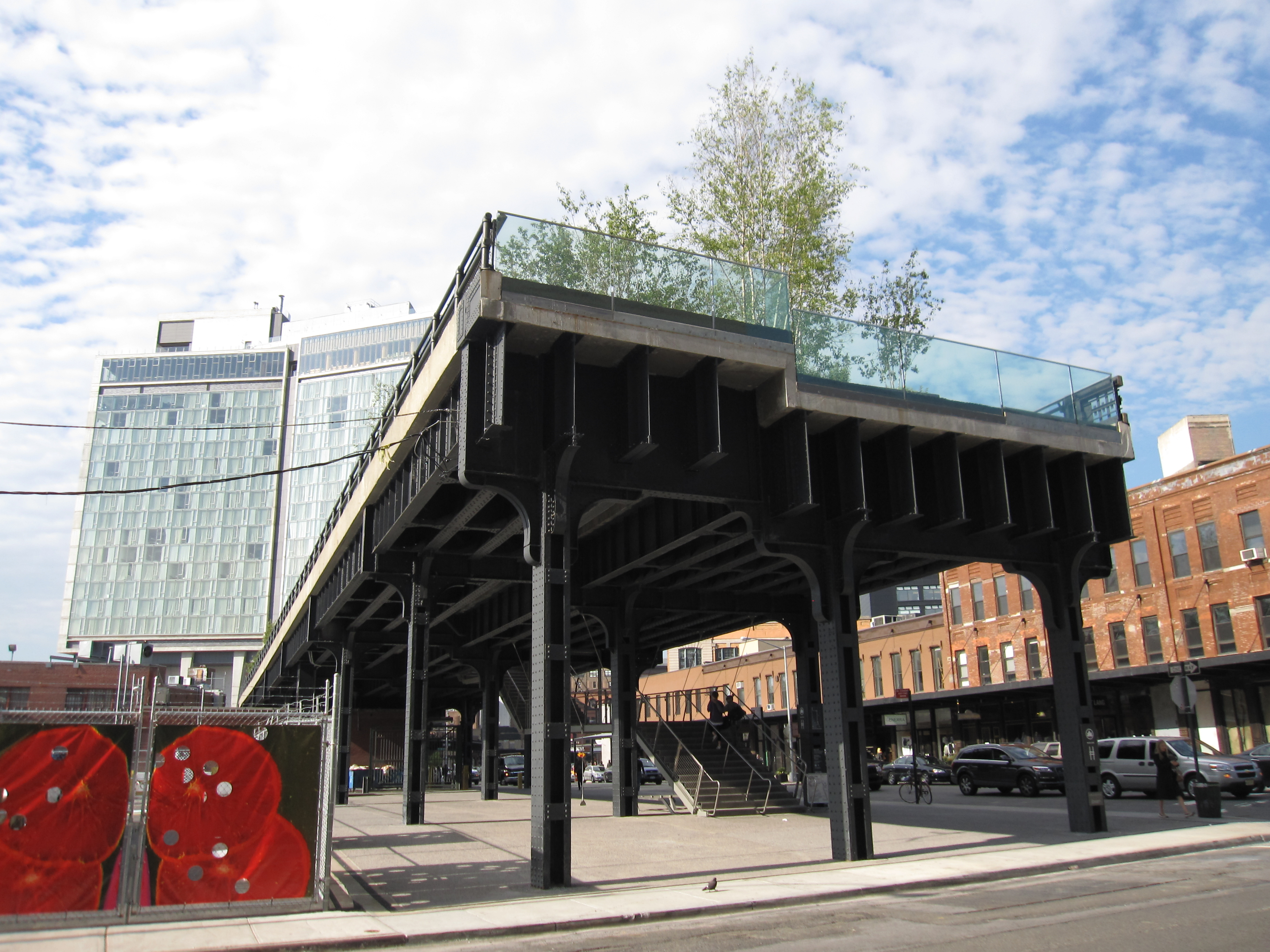
ガンゼヴォート・ストリートとワシントン・ストリートの地点のハイラインの南端とその背後に見えるスタンダード・ホテル。

- ニューゲート・プリズン – 1797–1829年まで使われたニューヨーク州で最初の刑務所
- スタンダード・ホテル（英語版）
- ベライゾン・ビル（英語版） – バークレイ・ストリート（英語版）とヴィージー・ストリート（英語版）の間
- ワシントン・ストリート・プラザ（英語版） – Carlisle StreetとAlbany Streetの間
- ウエストベス・アーティスツ・コミュニティ（英語版） – 以前のベル研究所の施設

## 交通
ワシントン・ストリートはマンハッタン島のほとんど西端を走るため、交通手段はそれほど多くない。
MTAバスは、クロスタウンM8バスが、西行きはクリストファー・ストリートで、東行きは西10丁目で、この通りを横切っている。 クロスタウンM21バスは、ワシントン・ストリートの南部、ハウストン・ストリートからスプリング・ストリートの区間を走り、そこから東へと向かっている。
この通りの近くのニューヨーク市地下鉄駅は、来たから順に、IND8番街線およびBMTカナージー線（A C E Lトレイン）の14丁目 – 8番街駅およびIRTブロードウェイ – 7番街線（12トレイン）のクリストファー・ストリート-ストーンウォール、ハウストン・ストリート、キャナル・ストリートおよびフランクリン・ストリート駅がある。

## 参照
脚注
1. ↑  Moscow, Henry (1978), The Street Book: An Encyclopedia of Manhattan's Street Names and Their Origins, New York: Hagstrom Company, ISBN 0823212750。, p.108
2. ↑  Dunlap, David W. "When an Arab Enclave Thrived Downtown", The New York Times, August 24, 2010. Accessed August 25, 2010.